# 加藤全一
加藤 全一（かとう ぜんいち、1942年2月8日 - ）は、日本の政治家。閉村までの新潟県神林村村長で、合併後の村上市市長職務執行者であった。

## 概要
- 2003年、前村長の佐藤末吉から後続指名を受け、出馬。
- 2003年・2007年とも無投票にて当選する。
- 2003年での公約は、「農業振興・保育園統合・冬期間の通学バス運行」（実際に実現できたのは、通学バスのみ。）
- 2006年に起きた新潟県神林村いじめ自殺事件の責任を取って2ヶ月分の給与20％を返納した。
- 2008年4月27日の市長選挙で市長が選出されるまで、村上市の市長職務執行者を務めた。

## 略歴
- 建設課長
- 上下水道課長
- 助役
- 村長2期

以上神林村。
- 市長職務執行者

以上村上市。

## メディア出演

### 新聞
- 「首長の抱負」（新潟日報2007年1月10日朝刊）